# 约尔马·利莫宁
约尔马·利莫宁（芬蘭語：Jorma Limmonen，1934年9月29日—2012年11月27日），芬兰男子拳击运动员。他曾代表芬兰参加1960年和1964年夏季奥林匹克运动会拳击比赛，其中1960年奥运会获得一枚铜牌。